# Ровесники (радиопередача)
«Ровесники» — радиопередача для старшеклассников в СССР. Выпускалась Главной редакцией радиовещания для детей.

## История
Была создана журналистами Игорем Васильевичем Дубровицким и Лилианой Сигизмундовной Комаровой, впоследствии к ним присоединились Владимир Орлов, Ирина Мензелинцева, Александр Бархатов.
Выходила на первой программе Всесоюзного радио два раза в неделю по вторникам и четвергам, начало в 16.00, продолжительность 30 мин.
Позывными передачи была песня «Дороги дальние» (Музыка: Анатолий Новиков, слова: Михаил Львовский)
Зарю встречает поезд наш,
Летит в просторы светлые.
Мы взяли в путь один багаж —
Свои мечты, свои мечты, мечты заветные!

Если вы были советским школьником, то почти наверняка помните эти позывные, от которых мне поныне веселей делается и жить хочется: «Па-па-ам! па-па-па-па-па-пам, па-па-па-а-ам! Ровесники. Передача для старшеклассников».— Дмитрий Быков
Ведущими передачи были Игорь Васильевич Дубровицкий и кто-нибудь из школьников-членов совета «Ровесников», существовавшего при передаче. Сотрудничавшие на передаче школьники выполняли работу корреспондентов, редакторов, дикторов и получали небольшие гонорары.
Целью передачи было нравственное воспитание подрастающего поколения в духе строителей коммунизма. Во многих выпусках передачи обсуждались темы «Читайте, завидуйте, я — гражданин Советского Союза», «Мое место в новой пятилетке», «Наши старшие товарищи-коммунисты». Были проведены радиопереклички школьных трудовых отрядов Москвы, Ленинграда, Киева, Минска, Таллина под девизом «Мой труд вливается в труд моей республики». Старшеклассники-комсомольцы рассказывали о своей работе на сельскохозяйственных и промышленных предприятиях, стройках, в сфере обслуживания.
В передаче обсуждались проблемы школьной жизни, материалом служили присылаемые в адрес передачи письма школьников. Проводилось обсуждение тем «Приходилось ли тебе воевать самому с собой?», «Что главное в характере молодого человека наших дней?», «Как учиться самостоятельности» и т. п..
На музыкальной странице рассказывалось о популярной у старшеклассников музыке (в том числе и зарубежной, в гости к ведущим на передачу приходили и исполняли песни Новелла Матвеева, Александр Суханов и Алексей Дидуров, Вероника Долина, Татьяна Рузавина и Сергей Таюшев), на литературной — зачитывались поэтические и прозаические сочинения подростков, рассказывалось также о новых фильмах и книгах на молодежные темы.
В «Ровесниках» школьниками сотрудничали Евгения Альбац, Дмитрий Быков, Андрей Шторх, Александр Архангельский, Владимир Вишневский, Андрей Яхонтов, Андрей Комаров, Татьяна Комарова, Татьяна Малкина, Елена Исаева, Аня Антонян, Алика Смехова, Ольга Юдкис, Александра Лацис, будущий артист кино Алексей Круглов (погиб в 1987 году).